# Zahra Bouras
Zahra Bouras (arabisch زهرة بوراس, DMG Zahra Būrās; * 13. Januar 1987) ist eine ehemalige algerische Leichtathletin, die im Sprint und im Mittelstreckenlauf an den Start ging. Aktuell ist sie Inhaberin des Landesrekordes im 400-Meter-Lauf und wurde 2010 Afrikameisterin über 800 Meter.

## Sportliche Laufbahn
Erste internationale Erfahrungen sammelte Zahra Bouras vermutlich im Jahr 2007, als sie bei den Afrikaspielen in Algier mit 55,47 s in der Vorrunde im 400-Meter-Lauf ausschied und mit der algerischen 4-mal-400-Meter-Staffel in 3:39,84 min den sechsten Platz belegte. Anschließend schied er bei der Sommer-Universiade in Bangkok mit 55,28 s in der ersten Runde über 400 Meter aus. 2009 belegte sie bei den Mittelmeerspielen in Pescara in 54,24 s den siebten Platz über 400 Meter und anschließend ging sie bei den Studentenweltspielen in Belgrad im Semifinale nicht mehr an den Start. Im Jahr darauf siegte sie bei den Afrikameisterschaften in Nairobi in 2:00,22 min im 800-Meter-Lauf und wurde im September beim IAAF Continentalcup in Split in 1:59,61 min Fünfte. 2011 erreichte sie bei den Weltmeisterschaften in Daegu das Semifinale über 800 Meter und schied dort mit 2:12,08 min aus. 2012 wurde sie aufgrund eines positiven Tests auf das Dopingmittel Stanozolol für zwei Jahre bis 2014 gesperrt. Nach Ablauf ihrer Sperre war sie bis 2017 auf nationaler Ebene in Frankreich und Belgien aktiv, ehe sie ihre sportliche Karriere im Alter von 30 Jahren beendete. 
In den Jahren 2009 und 2010 wurde Bouras algerische Meisterin im 400-Meter-Lauf sowie 2015 und 2016 über 800 Meter.

## Persönliche Bestzeiten
- 400 Meter: 52,98 s, 1. Juni 2009 in Rehlingen-Siersburg (algerischer Rekord)
- 800 Meter: 1:58,78 min, 5. Juni 2012 in Montreuil
- 1500 Meter: 4:16,83 min, 31. Mai 2012 in Hérouville